# Nicolae Dică
Nicolae Marius Dică (Pitești, 1980. május 9. –) román válogatott labdarúgó.

## Sikerei, díjai
Steaua București
- Román bajnok (2): 2004–05, 2005–06
- Román kupagyőztes (1): 2010–11
- Román szuperkupagyőztes (1): 2006
- UEFA-kupa elődöntős (1): 2005–06

CFR Cluj
- Román bajnok (1): 2009–10
- Román kupagyőztes (1): 2009–10

Egyéni
- Az év román labdarúgója (1): 2006
- A bajnokok ligája 2006–07-es szezonjában Dică, a szurkolók szavazata alapján, a sorozat harmadik legjobb játékosa volt Kaká és Cristiano Ronaldo után.